# Universidade de Paderborn
A Universidade de Paderborn (em alemão:  Universität Paderborn) é uma das quatorze universidades públicas de pesquisa no estado da Renânia do Norte-Vestfália, Alemanha. Foi fundada em 1972 e 20 308 alunos estavam matriculados na universidade no semestre de inverno 2016/2017. Oferece 62 diferentes programas de graduação.
A universidade tem vários vencedores do Prêmio Gottfried Wilhelm Leibniz concedido pela Deutsche Forschungsgemeinschaft (DFG) e beneficiários de bolsas ERC do European Research Council. Em 2002 o matemático romeno Preda Mihăilescu provou a conjectura de Catalan, uma conjectura numérico teórica, formulada pelo matemático francês e belga Eugène Charles Catalan, que permaneceu sem solução por 158 anos. A Universidade colabora intimamente com o Instituto Heinz Nixdorf, o Centro Paderborn de Computação Paralela e dois Institutos Fraunhofer para pesquisa em ciência da computação, matemática, engenharia elétrica e fotônica quântica.
Em 2018, o recorde mundial de "transmissão de dados ópticos a 128 gigabits por segundo" foi alcançado no Instituto Heinz Nixdorf da Universidade de Paderborn. A classificação acadêmica das universidades mundiais de 2020, popularmente conhecida como "shanghai rankings", colocou a universidade na faixa de classificação 101-150 entre os departamentos de matemática em todo o mundo.

## Campus
A Universidade de Paderborn tem dois campus:
- O campus principal e
- O campus na Fürstenallee

Campus principal

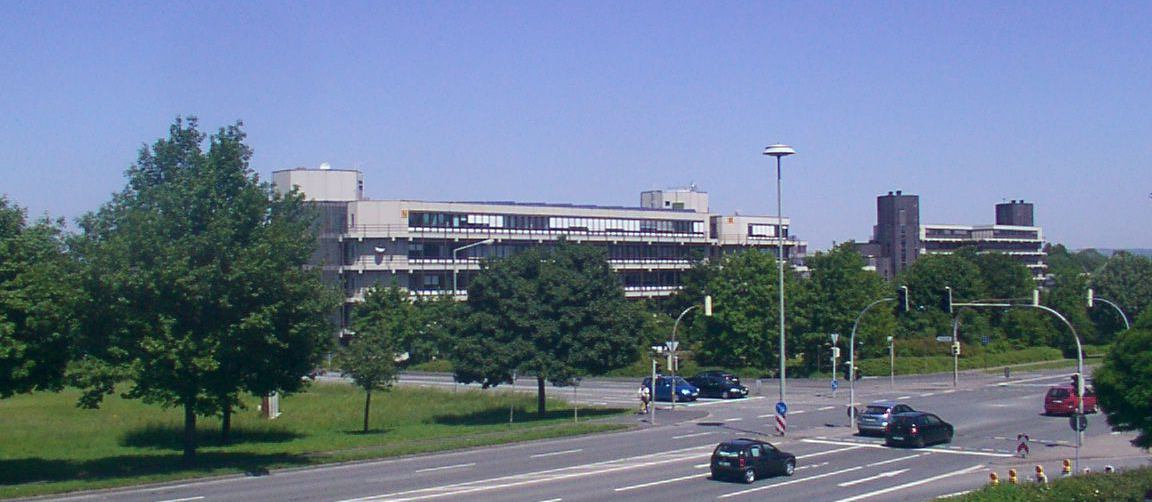
Universidade de Paderborn

O campus principal está localizado na Warburger Strasse em Paderborn. A Universidade de Paderborn possui duas residências estudantis, ambas próximas ao campus principal. O campus principal também abriga a biblioteca.

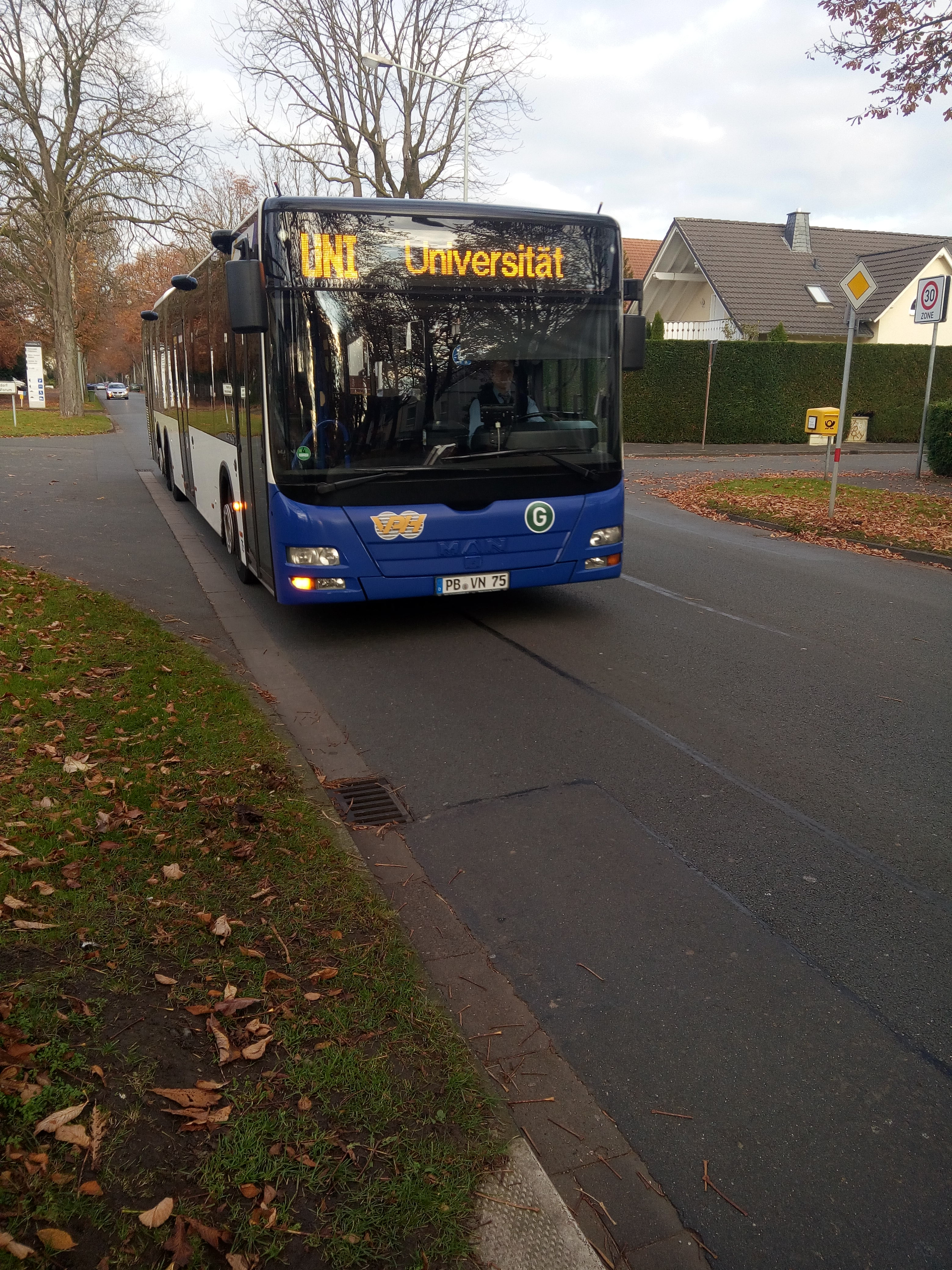
Linha de ônibus Uni

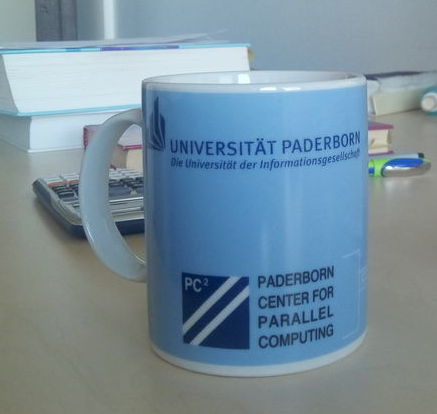
Copo de café do Paderborn Center for Parallel Computing

### Escritório internacional
O escritório internacional da Universidade de Paderborn está interconectado com mais de 140 universidades parceiras em todo o mundo e oferece programas de intercâmbio. O escritório internacional trabalha em estreita colaboração com a organização estudantil Eurobiz e.V., que cuida dos estudantes de intercâmbio que chegam.

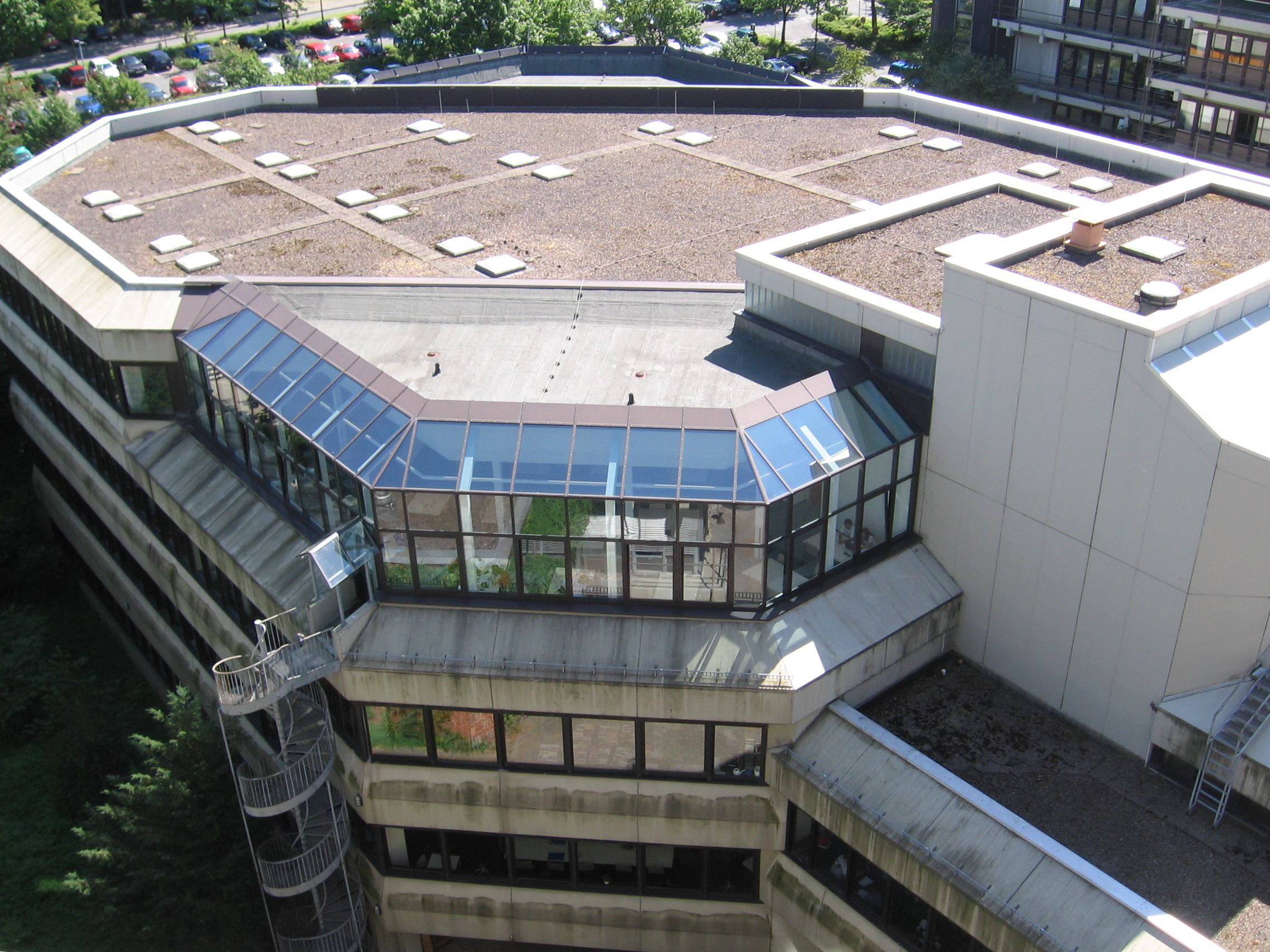
Biblioteca da Universidade

### Fürstenallee
O campus Fürstenallee está localizado a 5 km do campus principal e está conectado ao campus principal por meio do ônibus 'uni-line'. Algumas atividades acadêmicas dos departamentos de ciência da computação e engenharia de sistemas são realizadas no campus Fürstenallee. Ao lado do edifício Fürstenallee está o maior museu de informática do mundo, o Heinz Nixdorf Museum Forum. O campus Fürstenallee abriga centros de pesquisa como o Instituto Heinz Nixdorf, Laboratório de Comunicação e Computação Cooperativa (C-Lab) e o Laboratório de Qualidade de Software (S-lab).

## Acadêmicos
Em 2006 o programa de ciência da computação foi classificado entre os 3 melhores programas na classificação mais abrangente e detalhada das universidades alemãs pelo Centre for Higher Education Development (CHE) e pelo jornal semanal alemão "Die Zeit". No mesmo ano a universidade foi classificada entre as instituições líderes em termos de obtenção de fundos de pesquisa nas áreas de engenharia elétrica, ciência da computação e engenharia de sistemas pela Deutsche Forschungsgemeinschaft.
Os centros de pesquisa interdisciplinares da universidade incluem Heinz Nixdorf Institute, Paderborn Center for Parallel Computing, Paderborn Institute for Scientific Computation, Cooperative Computing and Communication Laboratory (C-Lab) e Software quality lab (S-lab). RailCab é um projeto de pesquisa da Universidade de Paderborn. Seu objetivo é o exame do uso de motores lineares para a propulsão de veículos autônomos montados sobre trilhos.